# Deponiegas

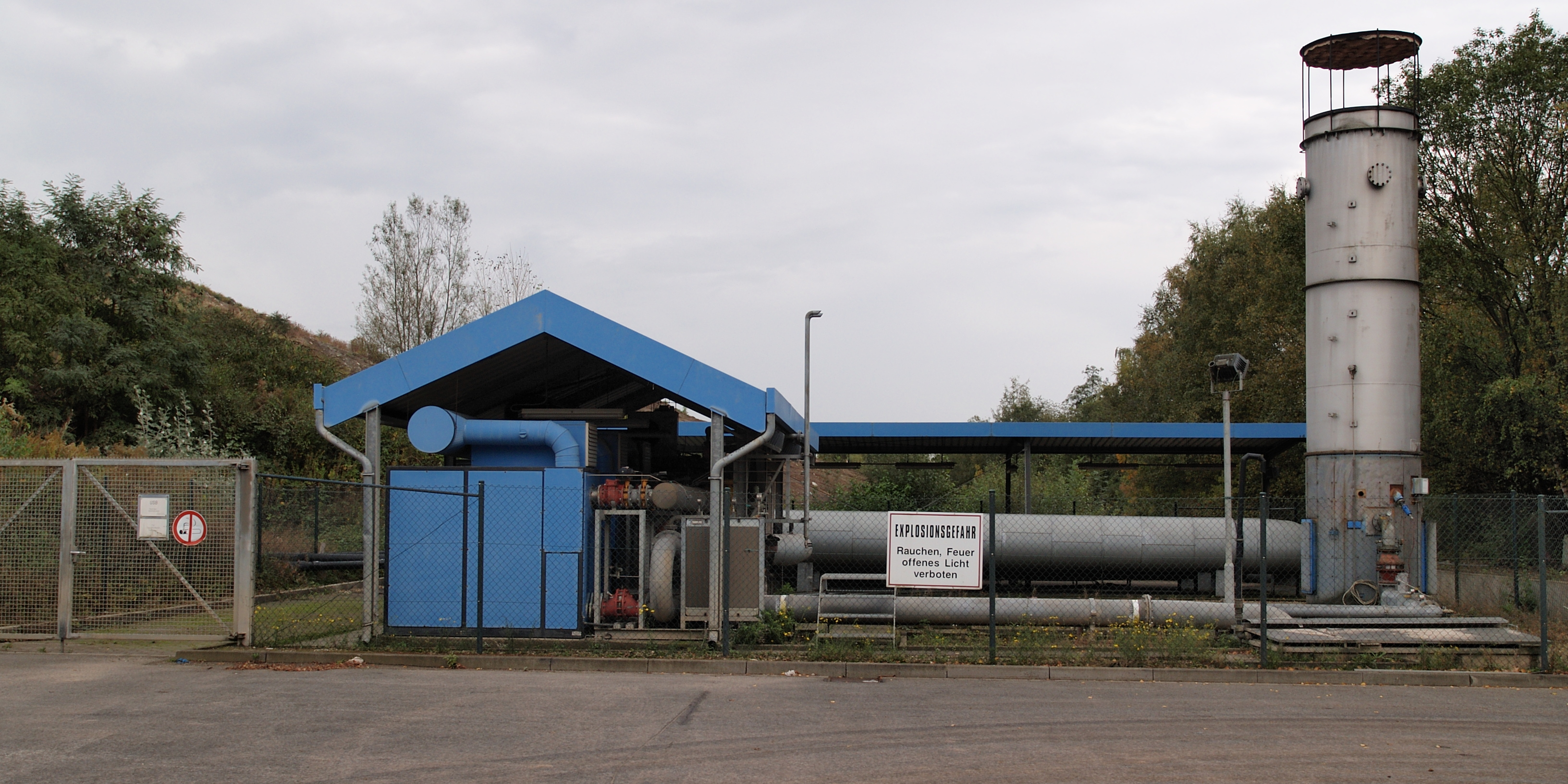
Verdichterstation für Deponiegas mit Fackel (rechts)

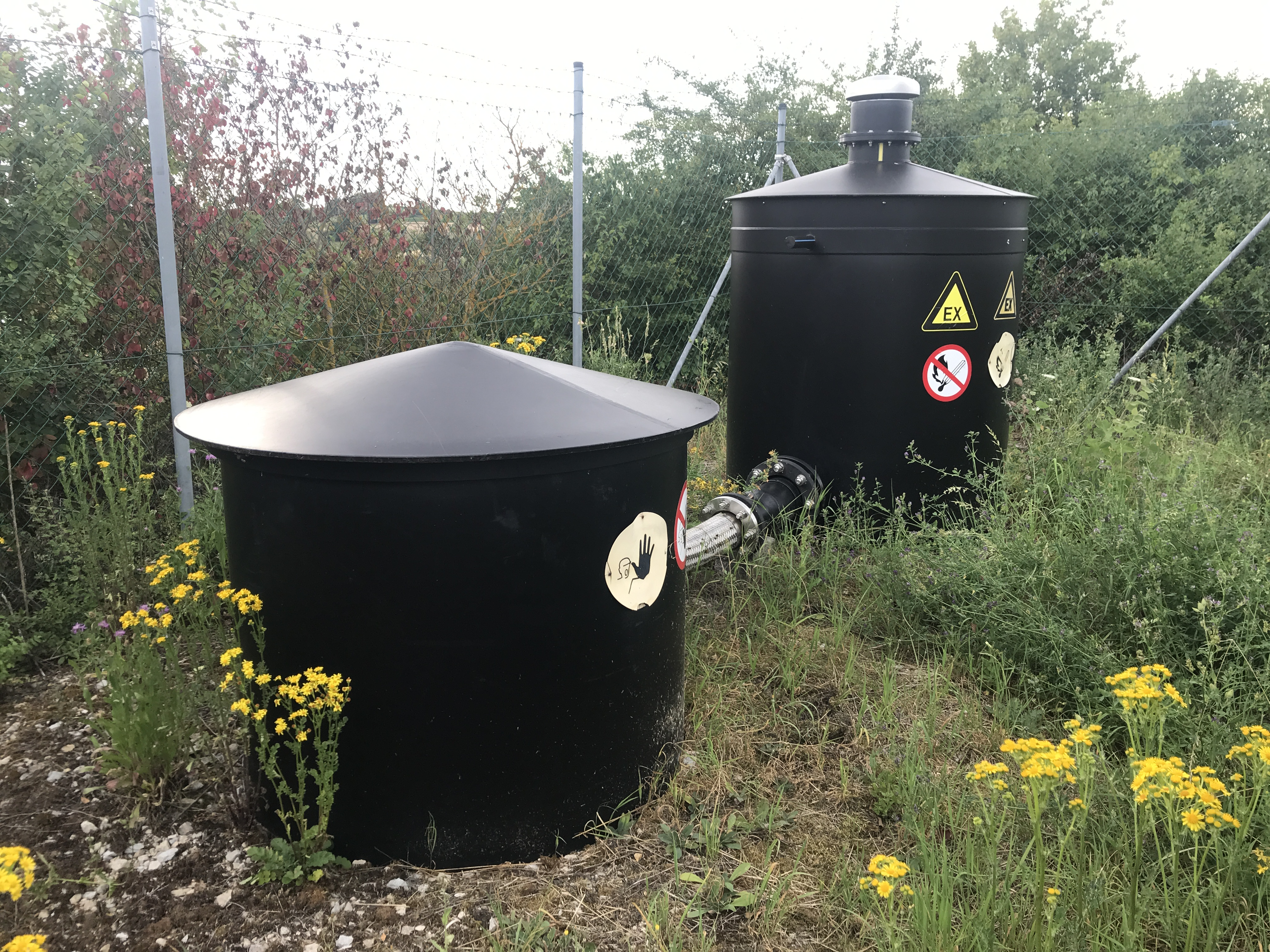
Gasbrunnen mit Filterschichten

Deponiegas entsteht in Mülldeponien hauptsächlich durch den bakteriologischen und chemischen Abbau von organischen Inhaltsstoffen des Mülls. Es besteht hauptsächlich aus Methan (CH4) und Kohlenstoffdioxid (CO2).

## Entstehung
Deponiegas entsteht durch biochemische Abbauprozesse von organischen Verbindungen und Materialien im Müllkörper. Die Prozesse unterteilen sich in aerobe und anaerobe Abbauprozesse,
die zu Beginn in zeitlich aufeinanderfolgende Phasen eingeteilt werden können und die gegen Ende der Prozesse gleichzeitig ablaufen.
Aerobe Phase
Bei diesen Reaktionen wird der eingelagerte Luftsauerstoff aufgebraucht und Wasser, Stickstoff (N2), Kohlenstoffdioxid (CO2) und höhermolekulare Restprodukte gebildet. Bei lockerer Müllschüttung oder einem Gemisch aus Bauschutt und Hausmüll kann in den Randzonen eine ständige Nachfuhr von Sauerstoff stattfinden, so dass die aeroben Prozesse lange Zeit stabil ablaufen.
Anaerobe Nichtmethanphase
In dieser als „Saure Gärung“ bezeichneten Phase werden Bakterien aktiv, die ohne oder mit wenig Sauerstoff auskommen und vorwiegend Stickstoff, Wasserstoff, Kohlenstoffdioxid und niedere Fettsäuren produzieren. Der Kohlenstoffdioxidgehalt kann bis auf 80 Vol.-% ansteigen. Der pH-Wert sinkt in dieser Phase bis auf 5,5 ab.
Anaerobe nicht stabile Methanphase
Die Bedingungen (pH-Wert, Temperatur) in der Deponie stabilisieren sich. Es werden methanbildende Mikroorganismen aktiv.
Anaerobe stabile Methanphase
Unter anaeroben Bedingungen werden die organischen Bestandteile zu Methan (CH4) und Kohlenstoffdioxid (CO2) abgebaut. Der pH-Wert steigt bis auf 8,5. Das Ergebnis der biochemischen Abbauprozesse ist ein wassergesättigtes Gas, das im Wesentlichen aus 50–70 Vol.-% Methan und 30–50 Vol.-% Kohlenstoffdioxid besteht. Dieses Gasgemisch wird als das eigentliche Deponiegas bezeichnet.
Abklingende Methanphase
Die Methanbildung erfolgt nur noch auf niedrigem Niveau, und selbst bei nicht technisch entgasten Deponien beginnt der Eintritt von Luft in den Deponiekörper, weil der Gasstrom über der Oberfläche zu gering ist, um z. B. bei Luftdruckänderungen ständig einen ausströmenden Gasstrom aufrechtzuerhalten. Der Prozess verstärkt sich mit weiter abnehmender Gasproduktion zu einem ständigen Lufteintritt durch Druckschwankungen und Diffusion.
Als Ergebnis dieser Reaktionen entstehen im Verlauf von 15–20 Jahren aus einer Tonne Hausmüll ca. 100–200 m³ Deponiegas mit einem Methananteil um 55 Vol.-%. Dabei verändert sich im zeitlichen Verlauf die Zusammensetzung des Gases: Bereits ein Jahr nach Einlagerung der Abfälle ist in der Regel im Inneren des Müllkörpers die stabile Methanphase erreicht. Das Deponiegas setzt sich in der stabilen Methanphase im Wesentlichen aus 60 Vol.-% CH4 und 40 Vol.-% CO2 zusammen. Das Verhältnis der beiden Komponenten beträgt dann 1,5:1. Mit zunehmendem Abbau der organischen Müllbestandteile verschiebt sich dieses Verhältnis auf Werte deutlich größer als 2:1. Die Änderung der Gaszusammensetzung in Abhängigkeit vom biochemischen Müllalter ermöglicht eine Aussage über den Abbaugrad der gasbildenden Müllbestandteile und damit über die Dauer und Menge der zukünftigen Deponiegasbildung.

## Chemische Zusammensetzung
Die chemische Zusammensetzung der Gase hängt stark von der Art der deponierten Materialien, der Art der Schüttung und dem Alter der Deponie ab. Alle nachfolgend angeführten Daten betreffen eine typische Hausmülldeponie.
Zu Beginn – in den ersten acht Wochen – enthält das Gas noch höhere Gehalte an Stickstoff und Sauerstoff aus der eingetragenen Luft. Der Gehalt an Sauerstoff fällt sehr schnell von etwa 20 % auf praktisch 0 % innerhalb der ersten zwei bis drei Wochen nach Schließung und Abdichtung der Deponie. Der anfängliche Stickstoffgehalt von 80 % sinkt nach etwa acht Wochen auf 40 % und sinkt weiter innerhalb der ersten zwei Jahre auf fast 0 %. Zu Beginn sind kaum Kohlenstoffdioxid und kein Methan enthalten. Während der Gehalt an Kohlenstoffdioxid sofort nach Abdichtung der Deponie innerhalb weniger Wochen stark ansteigt, wird Methan erst mit Beginn der anaeroben Phase nach einigen Monaten gebildet und steigt dann schnell auf bis zu 60 % an. Die mittlere Zusammensetzung des Gases ist nach etwa zwei Jahren für einen Zeitraum von 20 bis 25 Jahren und mehr relativ stabil und enthält im Wesentlichen grob:
- 50 Vol.-% Methan (CH4)
- 40 Vol.-% Kohlenstoffdioxid (CO2)
- 0–4 Vol.-% Stickstoff (N2)
- 5–7 Vol.-% Wasser (H2O)
- 20 ppm    Schwefelwasserstoff (H2S)
- 30 ppm    Thiole (Merkaptane) (R·SH)

Neben diesen Hauptbestandteilen ist ab dem zweiten Monat mit Beginn der aeroben Phase für etwa zwei Jahre Wasserstoff bis max. 20 % enthalten. Weiterhin sind Spuren von vielen organischen, zum Teil auch toxischen Verbindungen nachweisbar.

## Produzierte Gasmenge
Die Menge an produziertem Gas ist abhängig von der
- Materialart
- Einlagerungsmenge
- Einlagerungszeit
- Wasserhaushalt in der Deponie
- Klima (Außentemperatur, Luftdruck, Windrichtung und Geschwindigkeit)
- Deponieart / Schüttung (z. B. Halden-, Gruben-, Hangdeponie)

Die Halbwertszeit von abbaubarem, kohlenstoffhaltigem Material liegt bei etwa sechs Jahren nach der Einlagerung, bei Klärschlämmen bei etwa drei Jahren. Die produzierte Gasmenge geht – wenn nicht besonders günstige Voraussetzungen (optimaler Wasser- und Temperatur-Haushalt) vorliegen – nach sechs Jahren rapide zurück. Dann steht nur noch die Sicherheit für Menschen, Tiere und Einrichtungen im Vordergrund. Nach ca. 20 Jahren wird das Gefährdungspotential erheblich geringer. Danach steht nur noch der Klima-, Kleintier- und Pflanzenschutz im Vordergrund.
Deponien stehen in der Rangliste der klimabeeinträchtigendsten Methanproduzenten weltweit an sechster Stelle. Bei erhöhter Gasproduktion kann eine Aktiventgasung erfolgen, soweit keine Gefährdung durch Brand- oder Explosionsgefahr besteht. Die Abschätzung einer Ökobilanz auf der Basis von klimagefährdeten Emittenten (frei abströmendes Methan und Kohlenstoffdioxid) bei Betrieb und Unterhaltung der Anlage kann hierzu als Ansatz dienen.
Die Menge an Deponiegas, die in Deutschland entsteht, kann mit etwa 2,5 Milliarden Nm³ pro Jahr oder etwa 285.000 Nm³ pro Stunde abgeschätzt werden. Davon sind etwa 1,5 Milliarden Nm³/a Methan und etwa 1,0 Milliarden Nm³/a Kohlenstoffdioxid (170.000 Nm³/h CH4 und 115.000 Nm³/h CO2). Der thermische Energieinhalt dieser Methanmenge beträgt etwa 15.000 GWh pro Jahr (entsprechend etwa 1,3 Millionen Tonnen Öl) oder 1.700 MW Dauerleistung. Beide Gase, CH4 und CO2 zusammengerechnet, bewirken einen Treibhauseffekt von etwa 16 Milliarden Nm³/a CO2-Äquivalent.

## Gefahren durch Deponiegas

### Brand- bzw. Explosionsgefahr

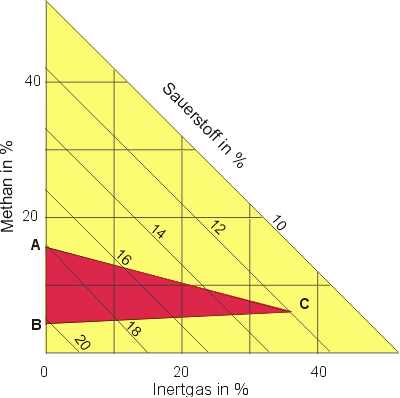
Explosionsdreieck des Gasgemisches Methan / Luft (Sauerstoffanteil) / Inertgas (Stickstoff oder CO_{2})

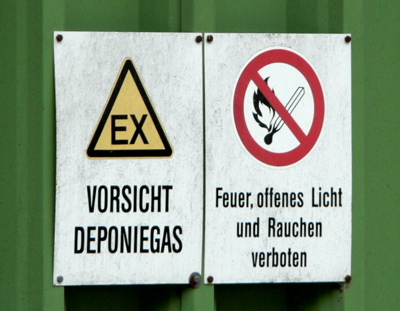
Deponiegas-Warnschilder

Methan als Hauptbestandteil von Deponiegas kann mit Luftsauerstoff ein zündfähiges Gasgemisch bilden. Dazu muss in der Mischung Methan in Konzentrationen zwischen 4,4 und 16,5 Vol.-% und ein Sauerstoffgehalt von mindestens 12 Vol.-% vorhanden sein.
Die Explosionseigenschaften von Deponiegas können mittels der sicherheitstechnischen Kenndaten von Methan beschrieben werden. Die nicht brennbaren Bestandteile im Deponiegas (vor allem CO2) haben andererseits einen inertisierenden Einfluss und mindern die Explosionsgefahr.
Rauchen, offenes Licht und Feuer darf in nicht geschützten und überwachten Räumen auf der Deponie nicht gestattet werden. In Gebäuden, Räumen, Schächten oder sonstigen Anlagen auf der Deponie, in denen eine Gasentwicklung möglich ist, ist strikt darauf zu achten, dass Rauchen, offenes Licht und Feuer oder sonstige Handlungen, die eine Explosion oder Feuer auslösen können, unterlassen werden. Die Einhaltung Unfallverhütungsvorschriften (GUV-R 127, vormals GUV 17.4) und entsprechende Betriebsanweisungen sind unbedingt zu beachten.
Am 1. Dezember 1990 kam es zu einem Brand im Deponiegas-Kraftwerk auf der Kreisabfalldeponie im hessischen Beselich (Landkreis Limburg-Weilburg). Diese 9,5 Millionen DM teure Anlage der Main-Kraftwerke AG (MKW) wurde am 3. Juli 1989 als Pilotprojekt mit einer Nettoleistung von 1200 kW und mit einer geplanten jährlichen Nettoeinspeisung von 6,6 Millionen kWh in Betrieb genommen und war eine der ersten dieser Art in Deutschland. Der Brand wurde durch die örtliche Freiwillige Feuerwehr Beselich-Obertiefenbach nach kurzer Zeit gelöscht. Die Schadensumme belief sich allerdings auf 1,9 Millionen DM.

### Erstickungsgefahr
Kohlenstoffdioxid in Konzentrationen > 9 Vol.-% führt innerhalb weniger Minuten zum Ersticken. Erstickungsgefahr besteht vor allem in tiefen Gruben bzw. Schächten, in die Deponiegas einströmt. Weitere Erstickungsgefahr entsteht dort durch Sauerstoffmangel in der mit Deponiegas vermischten Luft.

### Toxisches Gefährdungspotential
Im Deponiegas ist eine Vielzahl an Spurenstoffen enthalten, die bereits in geringen Konzentrationen gesundheitsschädlich wirken können. Dabei handelt es sich vor allem um LHKW, BTEX und Schwefelverbindungen. Die starke Verdünnung des Deponiegases (> 10.000-fach) bei Austritt über der Deponieoberfläche führt zu einer Reduzierung der Schadstoffkonzentrationen in der Luft der Umgebung.
Stellvertretend für viele der oben genannten Schadstoffe hier Angaben zur Gefährlichkeit von H2S und C2H3Cl (Vinylchlorid, Chlorethen):

### Klimaeffekte
Methan trägt nach Kohlenstoffdioxid am zweitstärksten zum anthropogenen Treibhauseffekt bei. Die Klimawirkung eines Kilogramms Methan ist, auf einen Zeitraum von 100 Jahren betrachtet, 21-mal so stark wie die eines Kilogramms Kohlenstoffdioxid. Deponien gehören weltweit, gemeinsam mit der Energieerzeugung, der Viehzucht und dem Reisanbau, zu den größten vom Menschen verursachten Methanquellen. In der Erfassung und Verstromung von Deponiegas wird daher ein erhebliches Potential gesehen, um mittels der Abfallwirtschaft Klimaveränderungen entgegenzuwirken.
Es ist jedoch auch zu bedenken, dass Kohlenwasserstoffe wie Methan in einer sauerstoffhaltigen Atmosphäre langsam, insbesondere durch Hydroxyl-Radikale, oxidiert werden. Ein einmal in die Atmosphäre gelangtes Methan-Molekül hat dort eine durchschnittliche Verweilzeit von zwölf Jahren. Dieser Effekt ist aber bereits bei der Berechnung des relativen Treibhauspotentials von 21 für Methan berücksichtigt.

### Bodenhebung
Bei Deponien, die nicht aktiv entlüftet werden (siehe unten), kann sich bei höherer Gasproduktion die Abdeckung merklich heben. Falls keine Gegenmaßnahmen ergriffen werden, führt dies schließlich zum Aufreißen der Abdeckung und dem abrupten Abströmen großer Gasmengen, was sich für Lebewesen in der näheren Umgebung tödlich auswirken kann. Auch können bereits vor dem endgültigen Durchbruch größere Mengen Gas durch Risse und Spalten austreten und die unmittelbare Umgebung gefährden.
Der Vorgang an sich erfolgt relativ langsam, in der Regel bildet sich über Jahre hinweg allmählich ein kleiner Hügel. Dies war bis in die 1980er Jahre gelegentlich bei kleineren Deponien beobachtbar, bei denen man die Gasproduktion unterschätzt hatte.

### Gefahren in Abhängigkeit von der Methanemission
- Emissionen unterhalb 100 ppm: Zurzeit bestehen noch keine verbindlichen Werte für zulässige Emissionen. Langzeituntersuchungen an mehreren Deponien, an denen die Emissionswerte beobachtet wurden, zeigten, dass auf Flächen mit Mittelwerten unterhalb 100 ppm Methan praktisch keine Vegetationsschäden auftreten. Gerüche (H2S) sind nicht wahrnehmbar. Flächige Emissionen um 100 ppm dürften weder für Insekten oder andere Kleinlebewesen noch für Pflanzen eine Gefahrenquelle darstellen.

- Emissionen von 100 bis 500 ppm können auf bestimmte Vegetation und Bodenlebewesen schädigend wirken. Dabei können tiefwurzelnde Pflanzen infolge des Mangels an Bodenluft-Sauerstoff absterben.

- Emissionen von 500 bis 2000 ppm können eine Gefahrenquelle darstellen. Der Bodenluft-Sauerstoff wird durch die ausströmenden Gase verdrängt. Vegetation mit hohem Luftsauerstoffanspruch kann ausfallen. Gase verlassen verdünnt die Deponieoberfläche. Der gasbegleitende Geruch kann wahrgenommen werden.

- Emissionen von mehr als 2000 ppm: Das Deponiegas stellt eine Gefahrenquelle dar. Der Sauerstoff wird durch die ausströmenden Gase aus dem Boden verdrängt. Die Vegetation fällt aus, zum Teil brennbare Gase verlassen weniger verdünnt die Deponieoberfläche. Bei bestimmten Wetterlagen (z. B. Inversionslage) können in Bodennähe Gasansammlungen entstehen. Dadurch nimmt die Brandgefahr bei Zündung von außen zu.

- Emissionen von mehr als 5000 ppm: Explosionsfähige Gemische können sich in Gruben, Spalten, Klüften, Kellern oder anderen tiefer gelegenen Räumlichkeiten bilden und beim Betreten oder Arbeiten in diesen Bereichen eine Gefahr bedeuten.

## Verwertung und Behandlung von Deponiegas
Folgende Formen der Verwertung und Behandlung von Deponiegas werden angewandt:
- Aufbereitung des Deponiegases mit der Membrantechnik. Hierbei wird das Rohgas getrennt zu einem Produktgas mit > 90 % Methan und < 4 % Kohlenstoffdioxid und einem Permeat mit < 15 % Methan und > 80 % Kohlenstoffdioxid.[8] Das Produktgas wird als Energieträger verwendet. Das Permeat wird normalerweise abgefackelt. Dabei wird auch weitgehend der gesamte Schwefelwasserstoff mitbeseitigt.
- Verbrennung in Fackeln: Schwach- und Gutgasentsorgung 3–45 Vol.-% Methan > 25 m³/h; Mindestanforderung aus Sicherheits- und Umweltgründen. > 3 Vol.-% bei Vorerwärmung von Luft und Deponiegas. > 6 Vol.-% bei Vorerwärmung von Deponiegas.
- Verbrennung in Motoren, Heizung, Öfen: Gutgasentsorgung Verwertung >45 Vol.-% Methan >100 m³/h. Eine Gutgasverwertung ist bei Entsorgung über Motoren ab 120 kW elektrischer Leistung mit Wärmenutzung rechenbar.
- Verwertung mit Mikrogasturbinen > 30 Vol.-% Methan; teuer in der Investition, aber wartungsarm und flexibel
- katalytische und nichtkatalytische Verbrennungen: Gefahrenabwehr, Ex-Gefahr-Schwachgas < 25 Vol.-% Methan, < 25 m³/h; hat nur Sinn, wenn die Gasqualität noch im Ex-Bereich besteht und die Gasmenge gering ist
- Methanoxidation über Biofilter, Biofenster etc.: Gefahrenabwehr, Ex-Gefahr-Schwachgas < 25 Vol.-% Methan, < 25 m³/h; kostengünstige Investition und Betriebskosten, Wirkung umstritten.
- Aerobe Umsetzung von Biomasse: Einsetzbar bei Altdeponien mit abklingender Methanproduktion. Kostenaufwendige Verfahren für Erstellung und Betrieb der Anlagen. In Einzelfällen eventuell sinnvoll. Diese Verfahren sind noch vollständig in der Erprobungsphase (Stand 2013). Nur sehr beschränkt einsetzbar (z. B. aufgrund der Schütthöhe). Eine Umsetzung von nahezu 100 % ist nicht gewährleistet, eine spätere Methanproduktion ist daher wieder möglich. Sehr aufwändige und teure Verfahren, die sich bei Nutzungsänderung jedoch rechnen könnten. Bisherige Veröffentlichungen sind noch nicht überzeugend.

## Verbrennung

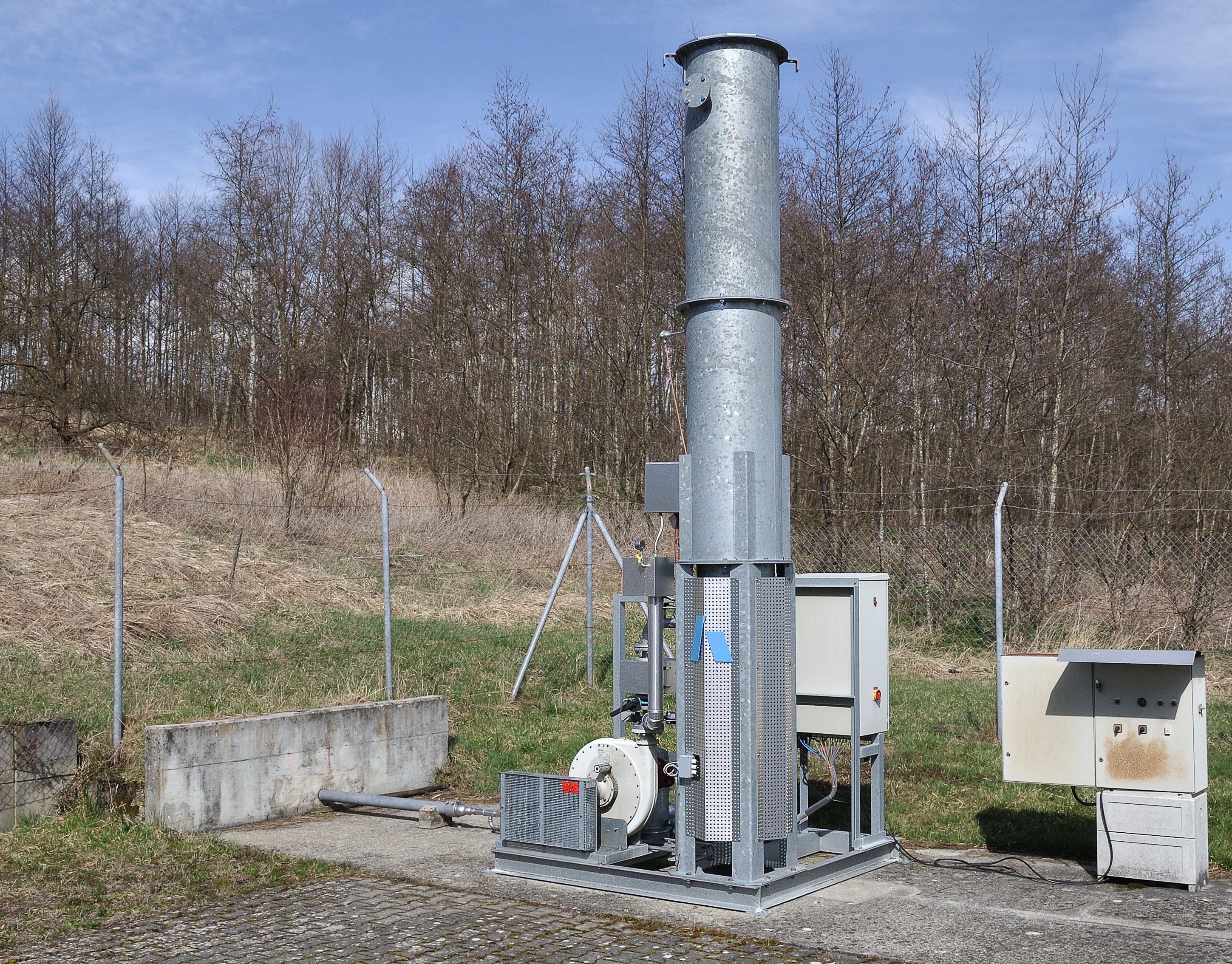
Deponiegasfackel mit Verdichter und Steuerung

Bei der Verbrennung von Deponiegas wird das Methan unter optimalen Bedingungen zu 1/3 in CO2 und zu 2/3 in H2O umgewandelt. Dabei erfolgt also eine Reduzierung des Treibhauseffektes, unter der Annahme von 60 % Methan und 40 % Kohlenstoffdioxid, von 6,4 Nm³ CO2-Äquivalent pro Nm³ Deponiegas auf 0,6 Nm³/Nm³ und der Ozon-Zerstörungseffekt wird gar auf Null reduziert. Aufgrund von Untersuchungen über die Spurenstoffe des Deponiegases ist nach heutigem Kenntnisstand davon auszugehen, dass neben den anorganischen Spurengasen wie Schwefelwasserstoff (H2S), der in einer Konzentration 20 bis 500 mg/Nm³ typisch ist, Ammoniak (NH3), Wasserstoff (H2) und Stickoxiden (NOx), etwa 500 verschiedene organische Kohlenwasserstoffe, darunter auch Halogenkohlenwasserstoffe, im Deponiegas vorhanden sind.
Die Mehrzahl der bislang identifizierten Spurenstoffe kann als giftig, krebserzeugend oder im weitesten Sinne gesundheitsschädlich bezeichnet werden.
Die Summe der organischen Kohlenwasserstoffverbindungen bewegt sich typischerweise zwischen 500 und 1.500 mg/Nm³ und die Summe der Halogenkohlenwasserstoffe zwischen 10 und 250 mg/Nm³. Ausnahmen mit extrem höheren Konzentrationen können lokal und temporär auftreten. Bei einer angenommenen mittleren Konzentration von 800 mg/Nm³ organische Kohlenwasserstoffe und 50 mg/Nm³ Halogenkohlenwasserstoffe ergeben sich mit den o. g. Mengen an Deponiegas folgende Stoffströme, die aus Deponien der BRD pro Jahr freigesetzt werden:
- etwa 3.300 Tonnen organische Kohlenwasserstoffe und davon
- etwa 200 Tonnen Halogenkohlenwasserstoffe.

Auch für diese Stoffe gilt, dass eine thermische Zerstörung bei der Verbrennung eine deutliche Verminderung der Umweltbelastung bedeutet, wodurch allerdings neue unerwünschte Verbindungen (siehe unten) entstehen können.

## Umweltschutz
Zusammenfassend ist festzustellen, dass aus Umweltschutzgründen eine unkontrollierte Entgasung von Deponien in die Atmosphäre nicht erfolgen sollte, und dass mindestens eine thermische Behandlung des Gases zur Minimierung der negativen Auswirkungen notwendig ist. Hierbei ist abzuwägen, ob der Aufwand an elektrischer Energie, Energieaufwand für Wartungen, Energieaufwand bei der Materialherstellung in einer Bilanz (gemessen an der CO2-Emission) eine Einsparung ergibt. Zusätzlich ist der Kostenaufwand mit zu bedenken. Dabei ist allerdings zu beachten, dass auch bei der Verbrennung neue unerwünschte Verbindungen entstehen können. Hier seien nur Kohlenmonoxid (CO), Stickoxide (NOx), Salz- und Fluorwasserstoffsäure (HCl und HF) genannt. Diese Stoffe können allerdings durch geeignete Verbrennungsverfahren, Verfahren der Rauchgasreinigung oder der Gasvorreinigung minimiert oder gar verhindert werden.
Als Alternative zur Verbrennung sind passive sog. Methanoxidationsfenster sinnvoll einsetzbar.
Langzeituntersuchungen an Verbrennungsanlagen von Deponiegas haben gezeigt, dass eine Dioxinbildung im Rauchgas nicht nachgewiesen werden konnte.
Deponien stehen weltweit an sechster Stelle der Methanproduzenten. An erster Stelle stehen Rinder (ca. 400 l/d durch Wiederkäuen) und Reisfelder (Faulgas).
Durch die Nutzung der Energie durch Verbrennung von Deponiegas lassen sich sonstige Emissionsquellen vermindern und es können zusätzlich in der Summe alle gasförmigen Emissionen einer Hausmülldeponie nahezu neutralisiert werden.